# Marcus Reckewitz
Marcus Reckewitz (* 1958 in Wuppertal) ist ein deutscher Autor und Verlagslektor.
Er schreibt auch unter dem Pseudonym Marc Laban.

## Leben
Marcus Reckewitz wurde 1958 als Sohn des Malers Wilfried Reckewitz (1925–1991) in Wuppertal geboren. Er studierte Geschichte, Politische Wissenschaften und  Kunstgeschichte mit dem Abschluss Magister artium in Bonn und Köln. Von 1990 bis 1992 arbeitete er in Köln im Lektorat des Taschen Verlags und des DuMont Buchverlags.
1992 machte er sich selbständig und betätigt sich seither als freier Autor, Lektor für verschiedene Verlage, Ghostwriter und Werbetexter. Er ist vor allem durch populäre Sachbücher bekannt geworden. Erfolg hatte er mit anekdotischen Büchern zu kulinarischen Themen, vor allem mit den zusammen mit Hannes Bertschi verfassten Bänden Von Absinth bis Zabaione. Wie Speisen und Getränke zu ihrem Namen kamen und andere kuriose Geschichten (2002), Champagner, Trüffel und Tatar. Neue kuriose Geschichten aus der Welt der Speisen und Getränke (2004) und Safran, Sushi und Prosecco (2007). Reckewitz verfasste auch Bücher über den Kölner Dom und das benachbarte Dom-Hotel. Seine Werke erschienen unter anderem bei den Verlagen Fischer, Scherz, Argon und Bertelsmann.
Reckewitz ist zudem als Ghostwriter tätig, nach eigenen Angaben auch für aus Rundfunk und Fernsehen bekannte Persönlichkeiten. Beispielsweise arbeitete er an Gerichte mit Geschichte. 100 berühmte Klassiker neu entdeckt (2005), einem der zahlreichen Kochbücher Alfons Schuhbecks, mit. Daneben betätigt er sich als PR- und Werbetexter. Unter anderem verfasste er umfangreiche Broschüren für die Firmen Haribo und Lexmark.
Marcus Reckewitz ist mit Martina Weihe-Reckewitz verheiratet und lebt in Bonn.

## Schriften
- Gesund einkaufen in Köln. Eine Orientierungshilfe für den Kölner Verbraucher, Köln 2001 (ISBN 3-7616-1506-X)
- mit Hannes Bertschi: Von Absinth bis Zabaione. Wie Speisen und Getränke zu ihrem Namen kamen und andere kuriose Geschichten, Berlin 2002 (ISBN 3-87024-559-X)
- mit Hannes Bertschi: Champagner, Trüffel und Tatar. Neue kuriose Geschichten aus der Welt der Speisen und Getränke, Berlin 2004 (mehrere Auflagen; aktuell unter ISBN 978-3-596-16079-2)
- mit Jörn Sackermann: Der Dom. Die Kölner und ihr Wahrzeichen / The Cologne Cathedral,  Bonn 2005 (ISBN 3-933070-69-4)
- mit Hannes Bertschi: Safran, Sushi und Prosecco, Frankfurt am Main 2007 (ISBN 978-3-502-15028-2 oder ISBN 3-502-15028-1)
- mit Thomas Madaus: Das Domhotel in Köln, Köln 2007 (ISBN 978-3-7616-2052-6 oder ISBN 3-7616-2052-7)
- Wenn der Hummer kocht, dann pfeift er, Illustrationen von Olaf Schumacher, Rheda-Wiedenbrück und Gütersloh 2008
- Verführung à la Carte. Berühmte Liebespaare und ihre Rezepte, Rheda-Wiedenbrück  und Gütersloh 2009
- als Marc Laban: Der kleine Lebensentrümpler. Wegschmeißen, aufräumen, Ballast abwerfen – endlich durchatmen, Illustrationen von Olaf Schumacher, Rheda-Wiedenbrück und Gütersloh 2009